# Caravana por la Dignidad

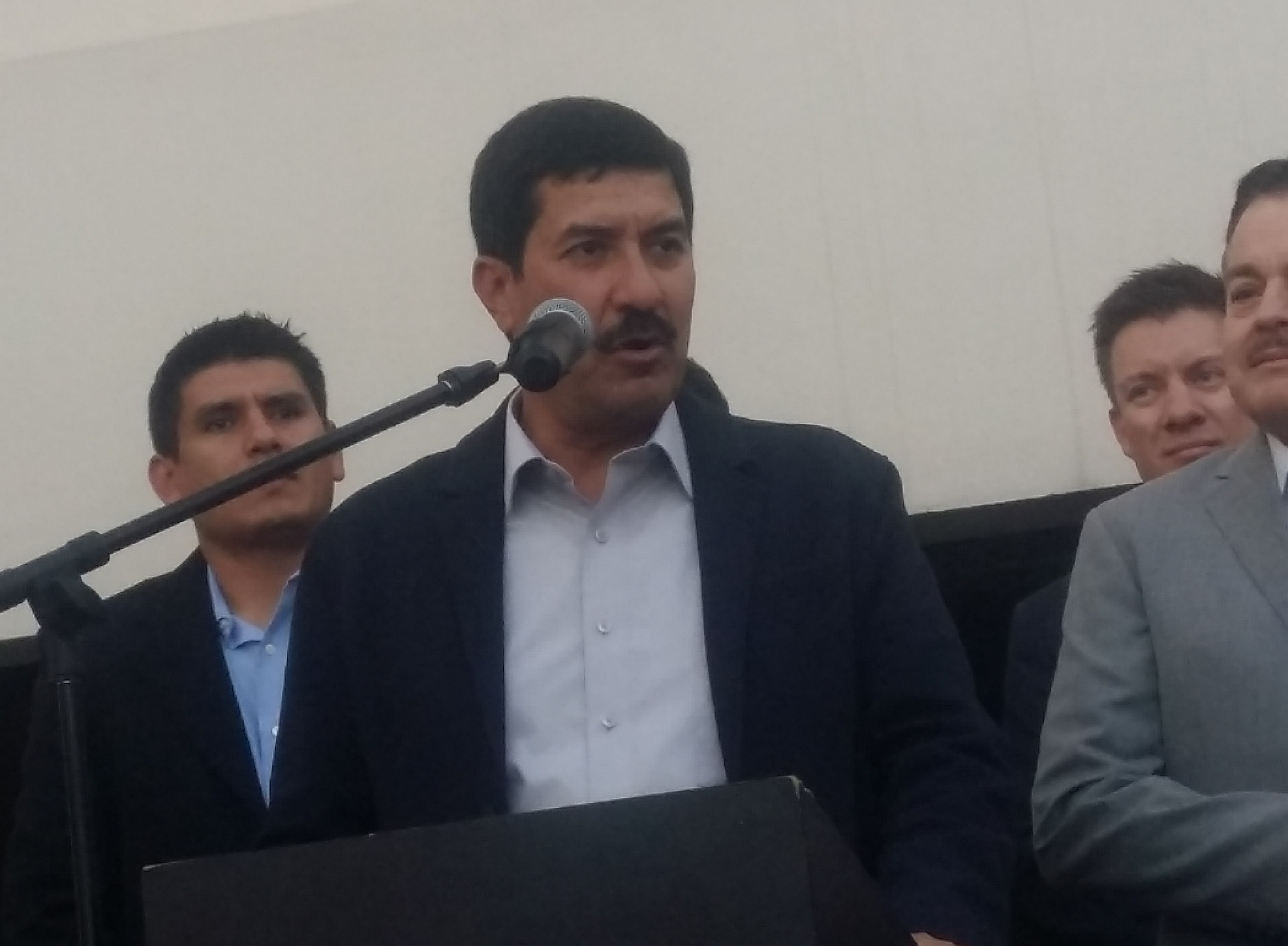
Javier Corral Jurado, gobernador del Estado de Chihuahua de 2016 - 2021.

La Caravana por la Dignidad fue una marcha convocada por Javier Corral Jurado, gobernador del Estado de Chihuahua, México, para exigir al gobierno de la República la extradición del exgobernador César Duarte Jáquez y la entrega de recursos por valor de 700 millones de pesos, los cuales acusa que le han sido negados a su estado en represalia por la investigación judicial llevada a cabo en contra de Duarte Jáquez y del Partido Revolucionario Institucional (PRI). La Caravana por la Dignidad inició el 20 de enero de 2018 en Ciudad Juárez, Chihuahua, en la frontera de México con Estados Unidos y tiene planeado terminar su recorrido en Ciudad de México, capital del país.

## Antecedentes

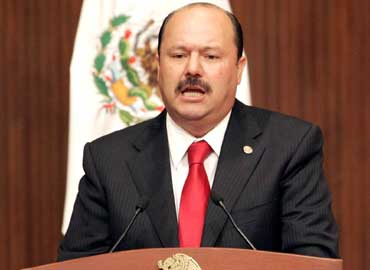
César Duarte Jáquez, gobernador de Chihuahua de 2010 a 2016.

En abril de 2016 el Partido Acción Nacional (PAN) nombró a Javier Corral Jurado como su candidato a la gubernatura de Chihuahua para las elecciones estatales de ese año. Durante su campaña, Corral Jurado prometió iniciar una investigación por corrupción en contra del gobernador César Duarte Jáquez, electo para el periodo de 2010 a 2016 con apoyo del Partido Revolucionario Institucional (PRI). El 5 de junio se llevaron a cabo los comicios y Javier Corral obtuvo el cargo de gobernador, asumiendo el cargo el 5 de octubre. El 21 de octubre, Corral Jurado anunció el inicio de una investigación en contra de su antecesor. A lo largo de 2017 el gobierno de Chihuahua arrestó a varios integrantes de la administración de Duarte Jáquez acusándolos de desvío de recursos, entre ellos a Jesús Manuel Esparza Flores, exauditor superior del Estado y a Carla Areli Jurado, exdirectora de administración de la Secretaría de Educación. También se arrestó bajo la misma acusación a Jaime Agustín Fong Ríos, sobrino del exgobernador; Fernando Reyes, exdiputado del Congreso del Estado y al empresario Germán Lezama Cervantes. El 18 de julio el gobierno de Chihuahua solicitó al gobierno de Estados Unidos la detención con fines de extradición del exgobernador César Duarte.
El 8 de enero de 2018 Javier Corral Jurado acusó a José Antonio González Anaya, secretario de Hacienda y Crédito Público, de negarle la entrega de recursos a su estado por valor de 700 millones de pesos por concepto de un convenio de fortalecimiento financiero, 44 millones 777 mil pesos de varios programas de desarrollo regional y 35 millones 334 mil pesos de fortalecimiento de obras de gestión. El gobernador de Chihuahua afirmó que era una represalia por la investigación en contra de César Duarte y del Partido Revolucionario Institucional por desvió de recursos, y declaró que «el motivo por el que nos dejaron de depositar los recursos convenidos a nuestra entidad es el desarrollo de esta investigación que se dirime en las instancias judiciales en busca de combatir la corrupción política, empleada no sólo para dañar el patrimonio de las y los chihuahuenses, sino para lastimar la equidad de la competencia electoral».
Ese mismo día, 8 de enero, el presidente Enrique Peña Nieto declaró que el gobierno federal entregaba recursos sin consideraciones partidarias. Respecto a la conferencia de prensa del gobernador de Chihuahua, Peña Nieto afirmó que «más parecía un acto político y auténticamente cargado de signo partidario» y respecto a César Duarte dijo: «no imagino yo siquiera que un gobierno emanado del partido al que yo pertenezco el Partido Revolucionario Institucional pretendiera siquiera hacer alguno de los actos que eventualmente como lo hoy acontecido en algunas de los fraseos o de la expresiones que ha habido de parte del gobierno de Chihuahua los hubiese tenido».

## Trayecto
El trayecto de la Caravana por la Dignidad inicia el 20 de enero de 2018 en Ciudad Juárez, Chihuahua, y planea terminar en Ciudad de México a inicios de febrero, tras recorrer 12 estados de la república.
| Día          | Ciudad                           |
| ------------ | -------------------------------- |
| 20 de enero  | Ciudad Juárez, Chihuahua         |
| 21 de enero  | Chihuahua, Chihuahua             |
| 22 de enero  | Meoqui, Chihuahua                |
| 22 de enero  | Delicias, Chihuahua              |
| 23 de enero  | Camargo, Chihuahua               |
| 23 de enero  | Parral, Chihuahua                |
| 24 de enero  | Parral, Chihuahua                |
| 24 de enero  | Jiménez, Chihuahua               |
| 25 de enero  | Gómez Palacio, Durango           |
| 26 de enero  | Torreón, Coahuila                |
| 27 de enero  | Saltillo, Coahuila               |
| 27 de enero  | Monterrey, Nuevo León            |
| 28 de enero  | Zacatecas, Zacatecas             |
| 28 de enero  | Aguascalientes, Aguascalientes   |
| 29 de enero  | San Luis Potosí, San Luis Potosí |
| 30 de enero  | León, Guanajuato                 |
| 31 de enero  | Tepic, Nayarit                   |
| 1 de febrero | Guadalajara, Jalisco             |
| 2 de febrero | Morelia, Michoacán               |
| 3 de febrero | Cuernavaca, Morelos              |
| 4 de febrero | Ciudad de México                 |